# Kitsunebi

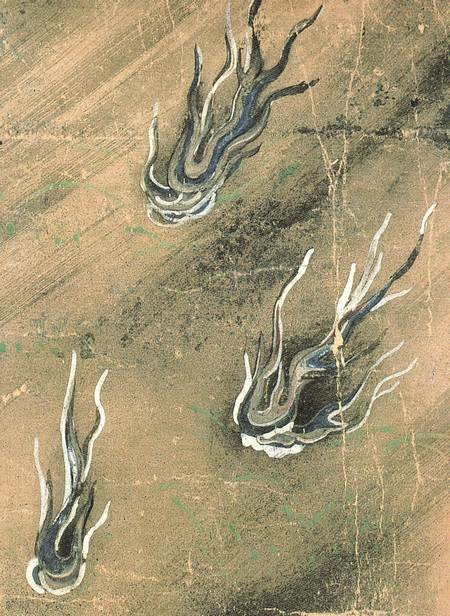
Kitsunebi, wie sie im Bakemono Emaki erscheinen.

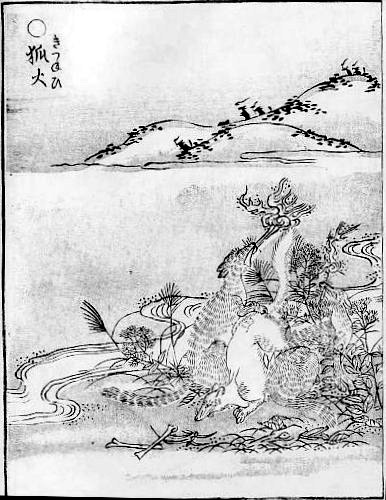
Der Kitsunebi, wie er in Sekiens Gazu Hyakki Yagyō erscheint.

Ein Kitsunebi (狐火; „Fuchsfeuer“), auch Rinka (燐火; „Phosphor-Feuer“) genannt, ist ein fiktives Wesen aus der japanischen Folklore und gehört zur Gruppe der Yūrei. Es ist Geisterfeuern wie dem Irrlicht und dem Hitodama sehr ähnlich und wird oft und gern mit ihnen verwechselt oder gleichgestellt. Kitsunebi sind nicht identisch mit Onibi.

## Beschreibung
Der Kitsunebi wird als bläulicher Feuerball von meist geringer Größe beschrieben, der lautlos oder leise knisternd umherschwebt. Oder er tritt als Gruppe kleiner Flämmchen auf, die emsig umher huschen. Kitsunebis sind gemäß der Folklore das Werk von Fuchs-Yōkai (Kitsune) und tauchen vorgeblich besonders in dichten Wäldern, auf Friedhöfen und/oder Feuchtwiesen auf. Die Entstehung von Kitsunebi wird unterschiedlich beschrieben: entweder kann ein Kitsune das Feuer von Natur aus ausatmen oder ausspeien, oder er kann es beschwören. Alternativ fängt der Kitsune ein Hitodama oder gar einen Yūrei ein und bringt beides unter seine Kontrolle. Nun kann er das „Fuchsfeuer“ steuern und zum Beispiel unachtsamen oder unliebsamen Menschen entgegenschicken, um sie in die Irre zu führen, zu erschrecken oder anzugreifen. In seltenen Fällen sollen „Fuchsfeuer“ ein Eigenleben entwickeln können und nun an verschiedenen Orten herumspuken.

## Hintergrund

### Ursprünge
Die älteste Abbildung eines Kitsunebi findet sich im Sammelwerk Bakemono Emaki (化物之絵巻; Sammlung von übernatürlichen Wesen) eines unbekannten Autors aus dem Jahr 1706. Eine interessante Zeichnung eines Kitsunebi findet sich im Sammelwerk Gazu Hyakki Yagyō (画図百鬼夜行; Bilderbuch der Nachtparade der 100 Dämonen) von Toriyama Sekien aus dem Jahr 1776. Sekien verweist in seiner Bildbeschriftung auf die Fähigkeit der Kitsune, Fuchsfeuer ausatmen zu können. Er deutet auch darauf hin, dass Kitsune Menschengestalt annehmen können, wenn sie einen menschlichen Knochen ausgraben und im Maul tragen: der Kitsune in seinem Gemälde tanzt auf einem Häuflein Menschenknochen.

### Anekdoten
Die meisten Anekdoten um Kitsunebi stammen aus den Präfekturen Toyama, Ichikawa und Shimane. In den dortigen ländlichen Gegenden leben wenige Menschen, aber viele Füchse. In der Präfektur Tokio steht der Schrein Ōji-Inari-jinja, ein Shintō-Schrein, der dem Gott Inari geweiht ist. An dem Schrein, unter einem heiligen Baum, halten angeblich jedes Jahr am letzten Tag die Kitsune der gesamten Kantō-Region eine Art zeremonielle Versammlung ab. Ihre „Fuchsfeuer“ sollen vorhersagen können, wie gut oder schlecht die Ernten im nächsten Jahr ausfallen werden. In der Präfektur Nagano steht die Burg Matsushiro, deren Standort der Legende nach von einem freundlichen Kitsune vorherbestimmt wurde: dessen „Fuchsfeuer“ soll den Weg zur Errichtungsstelle geleuchtet haben.

### Wissenschaftliche Erklärungsversuche
Vermutlich geht der Glaube an „Fuchsfeuer“ auf bekannte und gut erforschte Naturphänomene wie auf in Japan häufige Leuchtkäfer, zum Beispiel Luciola cruciata (源氏蛍, Genji-botaru; zu dt. „Genji-Leuchtkäfer“) und Luciola lateralis (平家蛍, Heike-botaru; zu dt. „Heike-Leuchtkäfer“) zurück. Sie alle sind schneckenfressende Käfer und deren Larven, deren rhythmisches Leuchten (Biolumineszenz) in ganz Japan berühmt ist. Sie wurden nach einflussreichen Adelsfamilien des Altertums benannt. Im Fusa-Park von Tokio wird alljährlich das sogenannte Hotarugari (蛍狩り; zu dt. „Leuchtkäferfangen“) abgehalten. Weitere Erklärungsmöglichkeiten sind Naturerscheinungen wie die Biolumineszenz der Pilzgattungen Mycena und Omphalotus, die in Japan recht häufig sind. Auch Elmsfeuer und Kugelblitze werden vorgeschlagen. Möglicherweise haben auch Meteoriten den Glauben an Fuchsfeuer gefördert: der Schweif eines Meteoriten mag an Fuchsschweife erinnern.

## Kitsunebi in der modernen Subkultur
Kitsune und Kitsunebi sind bis heute ein beliebtes Motiv in der modernen Subkultur und tauchen in Comics, Mangas, Romanen, Animes und -serien auf. Ein bekannter fiktiver Kitsune der Moderne ist Shippō aus der Manga- und Animereihe Inuyasha von Rumiko Takahashi. Die Serie handelt von der 15-jährigen Schülerin Kagome Higurashi, die durch einen Unfall eine Zeitreise zurück in die Sengoku-Zeit (15. – 16. Jahrhundert) des feudalen Japans macht, eine Epoche, in der dem Roman zufolge Yōkai, Han’yō und Bōrei real sind. Während ihrer Reise lernt Kagome den noch sehr jungen Shippō kennen. Shippō beherrscht, neben einigen Zaubertricks, auch das Beschwören und Entsenden von Kitsunebis. Ein weiteres Beispiel ist in der Manga-Reihe Natsume Yuujinchou (夏目友人帳; „Natsumes Buch der Freunde“) von Yuki Midorikawa zu finden. Diese Serie dreht sich um den Jugendlichen Takashi Natsume, der die Gabe besitzt, Yōkai, Yūrei und Bōrei sehen und mit ihnen interagieren zu können. Takashi freundet sich mit einem jungen Kitsune an, der ebenfalls Kitsunebis einsetzt.